# Onthophagus fradei
Onthophagus fradei är en skalbaggsart som beskrevs av Gomes Alves 1956. Onthophagus fradei ingår i släktet Onthophagus och familjen bladhorningar. Inga underarter finns listade i Catalogue of Life.